# Distrikt Chocos
Der Distrikt Chocos liegt in der Provinz Yauyos in der Region Lima im zentralen Westen von Peru. Der Distrikt wurde am 7. April 1954 gegründet. Er besitzt eine Fläche von 212 km². Beim Zensus 2017 wurden 877 Einwohner gezählt. Im Jahr 1993 lag die Einwohnerzahl bei 776, im Jahr 2007 bei 1074. Sitz der Distriktverwaltung ist die 2749 m hoch gelegene Ortschaft Chocos mit 305 Einwohnern (Stand 2017). Chocos befindet sich 51 km südlich der Provinzhauptstadt Yauyos.

## Geographische Lage
Der Distrikt Chocos befindet sich in der peruanischen Westkordillere im westlichen Süden der Provinz Yauyos. Der Río Chocos durchquert den äußersten Osten und vereinigt sich mit dem Río Viñac zum Río Huangáscar. Dieser fließt entlang der nördlichen Distriktgrenze nach Westen und mündet in den Río Cañete, der den Distrikt im äußersten Nordwesten begrenzt.
Der Distrikt Chocos grenzt im Westen an die Distrikte Pacarán und Zúñiga (beide in der Provinz Cañete), im Norden an die Distrikte Allauca und Viñac, im Osten an die Distrikte Huangáscar und Azángaro sowie im Süden an den Distrikt Chavín (Provinz Chincha).